# PMView
PMView är ett bildbehandlingsprogram för operativsystemen IBM OS/2 och Microsoft Windows.
PMView kan manipulera bilder i en stor mängd olika format: ändra bildformat, färgskalor, med mera. Det har ett TWAIN-gränssnitt för att läsa in bilder från skanner. Det är dock inte avsett för att skapa bilder. Det kan också visa bilder på skärmen som bildspel.
PMView skapades 1992 av Peter Nielsen från Åbo, numera bosatt i USA. Senaste versionen (oktober 2014) är 3.76.